# Прапор ЗРФСР
Прапор Закавказької РФСР — республіканський символ Закавказької РФСР, яка входила до складу СРСР з 1922 по 1936, коли була розділена та скасована.

## Опис
З конституції РФСР 1922:
Прапор Закавказької Соціалістичної Федеративної Радянської Республіки складається з полотнища червоного (червоного) кольору, в кутку якого, у самого древка, нагорі поміщені півколом золоті літери «З. С.Ф. С.Р.», а під ними, в лівому кутку, червона, облямована золотом, п'ятикутна зірка.\ 
У конституції ЗРФСР 1925 опис прапора було доповнено зазначенням пропорції — 1:2.